# Ricardo Balbiers
Ricardo Balbiers, était un joueur chilien de tennis. Huitième de finaliste à Roland Garros en 1949.

## Carrière
Il participe aux tournois de Roland-Garros, Wimbledon et de l'US Open entre 1947 et 1955.
Joueur de Coupe Davis de 1949 à 1954.

## Palmarès
Il a remporté 6 titres et perdu 8 finales, principalement aux États-Unis.